# L0pht
L0pht Heavy Industries (pronunciado "loft") fue un famoso colectivo hacker ubicado en Boston, Massachusetts, entre 1992 y 2000.

## Nombre
El símbolo "Ø" en su nombre representa un cero, rememorando los ceros tachados que eran usados en los antiguos teletipos y que aún se utilizan en algunas páginas de caracteres, y tanto su nombre en línea como su nombre de dominio es "l0pht" (con un cero), no "lopht" (con una O) o "lØpht" (con la letra O tachada).
Independientemente del significado de "Ø", el nombre no está carente de significado. Algunos de los miembros fundadores de L0pht compartieron un apartamento estilo industrial en Boston, desde donde se interconectaban y experimentaban tanto con sus propios ordenadores personales como con los equipos adquiridos de Flea en el MIT, y otros equipos que eran recuperados de los basureros.

## Historia
The L0pht fue fundada en 1992 en Boston, como un local en el que sus miembros podían almacenar sus equipos y trabajar en varios proyectos. Al cabo del tiempo los miembros de L0pht dejaron sus trabajos para formar una empresa llamada L0pht Heavy Industries. Esta organización hacker (think tank) liberó diversos anuncios de seguridad informática y produjo algunas de las herramientas software de auditoría más usadas, como L0phtCrack (un crackeador de contraseñas para Windows NT. The L0pht también es conocida por crear la Hacker News Network, The Whacked Mac Archives CD, el Black Crawling Systems Archives CD, un kit decodificador POCSAG y otras herramientas.
En 1998, representantes de L0pht testificaron ante el Congreso de los Estados Unidos que podrían tirar abajo la red internet en cuestión de 30 minutos.
En enero de 2000, L0pht Heavy Industries se fusionó con la joven @stake (atstake), completando la lenta transición de este organización 'underground' hacia una compañía de seguridad tipo 'white hat', es decir destinada a ayudar a resolver a las empresas sus problemas de seguridad.
Symantec anunció la adquisición de @stake el 16 de septiembre de 2004 y completó la transacción el 9 de octubre de ese mismo año.

## Miembros

### Fundadores
- Count Zero
- White Knight
- Brian Oblivion
- Golgo 13

### Últimos miembros
- Brian Oblivion
- Kingpin (Joe Grand)
- Mudge
- Dildog
- Weld Pond
- Space Rogue
- Silicosis
- John Tan